# Jorman Campuzano
Jorman David Campuzano Puentes (ur. 30 kwietnia 1996 w Tamalameque) – kolumbijski piłkarz występujący na pozycji defensywnego pomocnika w argentyńskim klubie Boca Juniors oraz w reprezentacji Kolumbii. Posiada również obywatelstwo argentyńskie.

## Kariera klubowa

### Deportivo Pereira
W 2015 roku podpisał kontrakt z klubem Deportivo Pereira. Zadebiutował 15 kwietnia 2015 w meczu Copa Colombia przeciwko Atlético Huila (3:1). W Categoría Primera B zadebiutował 30 września 2015 w meczu przeciwko Tigres FC (2:2). Pierwszą bramkę zdobył 2 sierpnia 2016 w meczu ligowym przeciwko Atlético FC (7:2).

### Atlético Nacional
1 stycznia 2018 przeszedł do drużyny Atlético Nacional. Zadebiutował 1 lutego 2018 w meczu Superliga Colombiana przeciwko Millonarios FC (0:0). W Categoría Primera A zadebiutował 19 lutego 2018 w meczu przeciwko Millonarios FC (1:1). 28 lutego 2018 zadebiutował w Copa Libertadores w meczu przeciwko CSD Colo-Colo (0:1). W sezonie 2018–I jego zespół zajął drugie miejsce w tabeli zdobywając wicemistrzostwo Kolumbii.

### Boca Juniors
18 stycznia 2019 podpisał kontrakt z zespołem Boca Juniors. Zadebiutował 28 stycznia 2019 w meczu Primera División przeciwko CA Newell’s Old Boys (1:1). 6 marca 2019 zadebiutował w Copa Libertadores w meczu przeciwko Club Jorge Wilstermann (0:0). Pierwszą bramkę zdobył 15 marca 2020 w meczu Copa de la Superliga przeciwko Godoy Cruz Antonio Tomba (1:4). W sezonie 2019/20 jego zespół zajął pierwsze miejsce w tabeli zdobywając mistrzostwo Argentyny. Pierwszą bramkę w lidze zdobył 8 marca 2021 w meczu przeciwko CA Vélez Sarsfield (1:7).

## Kariera reprezentacyjna

### Kolumbia
W 2018 roku otrzymał powołanie do reprezentacji Kolumbii. Zadebiutował 8 września 2018 w meczu towarzyskim przeciwko reprezentacji Wenezueli (1:2).

## Statystyki

### Klubowe
(aktualne na dzień 16 czerwca 2021)
| Klub               | Sezon              | Liga                | Liga  | Liga   | Puchar kraju | Puchar kraju | CONMEBOL | CONMEBOL | Inne  | Inne   | Suma  | Suma   |
| Klub               | Sezon              | Liga                | Mecze | Bramki | Mecze        | Bramki       | Mecze    | Bramki   | Mecze | Bramki | Mecze | Bramki |
| ------------------ | ------------------ | ------------------- | ----- | ------ | ------------ | ------------ | -------- | -------- | ----- | ------ | ----- | ------ |
| Deportivo Pereira  | 2015               | Categoría Primera B | 8     | 0      | 3            | 0            | –        | –        | –     | –      | 11    | 0      |
| Deportivo Pereira  | 2016               | Categoría Primera B | 31    | 1      | 4            | 0            | –        | –        | –     | –      | 35    | 1      |
| Deportivo Pereira  | 2017               | Categoría Primera B | 34    | 0      | 0            | 0            | –        | –        | –     | –      | 34    | 0      |
| Deportivo Pereira  | Ogólnie            | Ogólnie             | 73    | 1      | 7            | 0            | 0        | 0        | 0     | 0      | 80    | 1      |
| Atlético Nacional  | 2018               | Categoría Primera A | 32    | 0      | 6            | 0            | 7        | 0        | 2     | 0      | 47    | 0      |
| Atlético Nacional  | Ogólnie            | Ogólnie             | 32    | 0      | 6            | 0            | 7        | 0        | 2     | 0      | 47    | 0      |
| Boca Juniors       | 2018/19            | Primera División    | 10    | 0      | 1            | 0            | 2        | 0        | 5     | 0      | 18    | 0      |
| Boca Juniors       | 2019/20            | Primera División    | 13    | 0      | 1            | 0            | 9        | 0        | 3     | 1      | 26    | 1      |
| Boca Juniors       | 2020/21            | Primera División    | 16    | 1      | 0            | 0            | 2        | 0        | 0     | 0      | 18    | 1      |
| Boca Juniors       | Ogólnie            | Ogólnie             | 39    | 1      | 2            | 0            | 13       | 0        | 8     | 1      | 62    | 2      |
| Ogólnie w karierze | Ogólnie w karierze | Ogólnie w karierze  | 144   | 2      | 15           | 0            | 20       | 0        | 10    | 1      | 189   | 3      |

### Reprezentacyjne
(aktualne na dzień 16 czerwca 2021)
| Reprezentacja | Rok     | Mecze | Bramki |
| ------------- | ------- | ----- | ------ |
| Kolumbia      |         |       |        |
| 2018          | 1       | 0     |        |
| 2019          | 1       | 0     |        |
| Ogólnie       | Ogólnie | 2     | 0      |

| Mecze i gole w reprezentacji | Mecze i gole w reprezentacji | Mecze i gole w reprezentacji | Mecze i gole w reprezentacji | Mecze i gole w reprezentacji | Mecze i gole w reprezentacji | Mecze i gole w reprezentacji | Mecze i gole w reprezentacji |
| Lp.                          | Data                         | Miejsce                      | Gospodarz                    | Gość                         | Wynik                        | Gol                          | Rozgrywki                    |
| ---------------------------- | ---------------------------- | ---------------------------- | ---------------------------- | ---------------------------- | ---------------------------- | ---------------------------- | ---------------------------- |
| 1.                           | 08.09.2018                   | Miami                        | Wenezuela                    | Kolumbia                     | 1:2                          |                              | Mecz towarzyski              |
| 2.                           | 10.09.2019                   | Tampa                        | Kolumbia                     | Wenezuela                    | 0:0                          |                              | Mecz towarzyski              |

## Sukcesy

### Atlético Nacional
- Wicemistrzostwo Kolumbii (1×): 2018–I
- Copa Colombia (1×): 2018

### Boca Juniors
- Mistrzostwo Argentyny (1×): 2019/2020